# Lee Ji-Hye
Lee Ji-Hye (21 de octubre de 1982) es una deportista surcoreana que compitió en taekwondo. Ganó una medalla de oro en el Campeonato Mundial de Taekwondo de 2003, y una medalla de plata en el Campeonato Asiático de Taekwondo de 2004.

## Palmarés internacional
| Campeonato Mundial  | Campeonato Mundial                | Campeonato Mundial | Campeonato Mundial |
| Año                 | Lugar                             | Medalla            | Categoría          |
| ------------------- | --------------------------------- | ------------------ | ------------------ |
| 2003                | Garmisch-Partenkirchen (Alemania) | Medalla de oro     | –51 kg             |
| Campeonato Asiático |                                   |                    |                    |
| Año                 | Lugar                             | Medalla            | Categoría          |
| 2004                | Seongnam (Corea del Sur)          | Medalla de plata   | –51 kg             |